# Gujenna

Gujenna w 1330 roku

Gujenna (fr. Guyenne) – prowincja, część krainy dawnego plemienia Akwitanów podbitej przez Rzym, rozpościera się na obu brzegach Garonny. Od XII wieku przejściowo należała do Plantagenetów, królów Anglii.
W 1337 roku Filip VI Walezjusz, król Francji, ogłosił konfiskatę lenna Gujenny, co stało się bezpośrednią przyczyną rozpoczęcia wojny stuletniej.